# Vallesos
Vallesos és una publicació semestral en català, que es va publicar per primera vegada el 2011. Ofereix informació relacionada amb la seva àrea d'influència, és a dir, el Vallès Occidental i el Vallès Oriental. També fa tasques de recuperació de la memòria històrica i del patrimoni. Cada número conté una carpeta amb un tema central i un conte d'un escriptor vallesà. Des del primer número, Vicenç Relats n'és el director i Ramon Vilageliu, l'editor. L'edició va a càrrec de Gent i Terra. La publicació ha rebut diversos premis al llarg del temps.
El 2021, per celebrar els 10 primers anys de la revista, va aparèixer Vint-i-un contes, un llibre que aplega tots els contes que han anat apareixent en els vint-i-un primers números de la publicació.

## Temes de la carpeta
- Com la ballem, dedicada als balls de gitanes i balls vius del Vallès (n. 1, 2011)
- Esports d'arrel (n. 2, 2011)
- La riuada del 1962 (n. 3, 2012), guardonada amb el Premi al millor treball periodístic publicat en un periòdic local, en el marc dels Premis de Comunicació Local 2012[4]
- Colgats de neu (n. 4, 2012), dedicada a la gran nevada del 1962 al Vallès
- Terra de bruixes (n. 5, 2013)
- Pobles que van ser (n. 6, 2013), dedicada als pobles desapareguts al Vallès. La revista inclou una altra carpeta sobre el periodista Eugeni Xammar[5][6]
- 75 anys del final de la guerra (n. 7, 2014)
- L'excursionisme, bressol de gairebé tot (n. 8, 2014)[7]
- Terra de castells (n. 9, 2015)
- Parada i fonda de tota la vida (n. 10, 2015). Inclou el CD Monstres of rúmbia
- Ateneus i casinos (n. 11, 2016). La revista inclou una altra carpeta sobre l'escriptor Joan Oliver, Pere Quart
- Tornar al riu (n. 12, 2016)
- Històries a tot tren (n. 13, 2017)[8]
- Terra de vinyes (n. 14, 2017)
- Quan en dèiem estiuejants (n. 15, 2018)
- Anem amb bicicleta (n. 16, 2018). La revista inclou una altra carpeta sobre la Colla de Sabadell[9]
- Espais naturals, més de cinc quarteres (n. 17, 2019)[10]
- Al Vallès, s'alça el teló (n. 18, 2019), dedicada al teatre[11][12]
- Tothom cap a l'aplec (n. 19, 2020), dedicats als aplecs[13]
- Boscos i bosquerols (n. 20, 2020)
- Pagesia viva (n. 21, 2021)
- Ànima tèxtil (n. 22, 2021), guardonada amb un Premi Bonaplata l'any 2023[14]
- De pel·lícula (n. 23, 2022)
- Paisatges vius i viscuts (n. 24, 2022)
- Alegria, és Festa Major (n. 25, 2023)
- Tastets vallesans (n. 26, 2023)
- Motius, dites i malnoms (n. 27, 2024)
- Saviesa local (n. 28, 2024)
- Defensors de la terra (n. 29, 2025)

## Premis i reconeixements
- 2012 - Premi al millor treball periodístic publicat en un periòdic local, en el marc dels Premis de Comunicació Local 2012, pel dossier La riuada del 1962[2][4]
- 2014 - Premi a millor revista en català de l'any[15][16]
- 2014 - Premi Eugeni Xammar de periodisme "per la seva tasca informadora de caràcter patrimonial", atorgat per Òmnium Cultural del Vallès Oriental[17]
- 2023 - Premi Bonaplata (Premi Especial de Patrimoni en la categoria “Difusió”) pel dossier "Ànima tèxtil",[18] publicat al número 22, l'any 2021[19][14]